# MP3008
MP3008 là súng tiểu liên do Đức sản xuất vào cuối thế chiến hai để thay thế khẩu MP40 do tình trạng thiếu nguyên liệu để sản xuất. Nó có thiết kế giống hệt Sten (Do Đức sao chép từ khẩu Sten) trừ việc băng đạn để dọc chứ không để ngang như bản gốc.

## Thiết Kế
MP 3008 sử dụng phương thức nạp đạn bằng phản lực bắn đơn giản hoạt động từ khóa nòng mở. Nó được sản xuất thô sơ trong các cửa hàng máy móc nhỏ và các biến thể là phổ biến. MP3008 có băng đạn được gắn phía dưới chứ không giống như Sten gắn băng đạn phía bên trái. Ban đầu súng được làm hoàn toàn bằng thép không có báng cầm tay, báng bằng dây được hàn vào khung và thường có hình tam giác, tuy nhiên thiết kế đã thay đổi khi điều kiện bên trong nước Đức trở nên tồi tệ hơn và trên những khẩu súng cuối cùng, người ta tìm thấy các báng súng bằng gỗ và các biến thể khác.

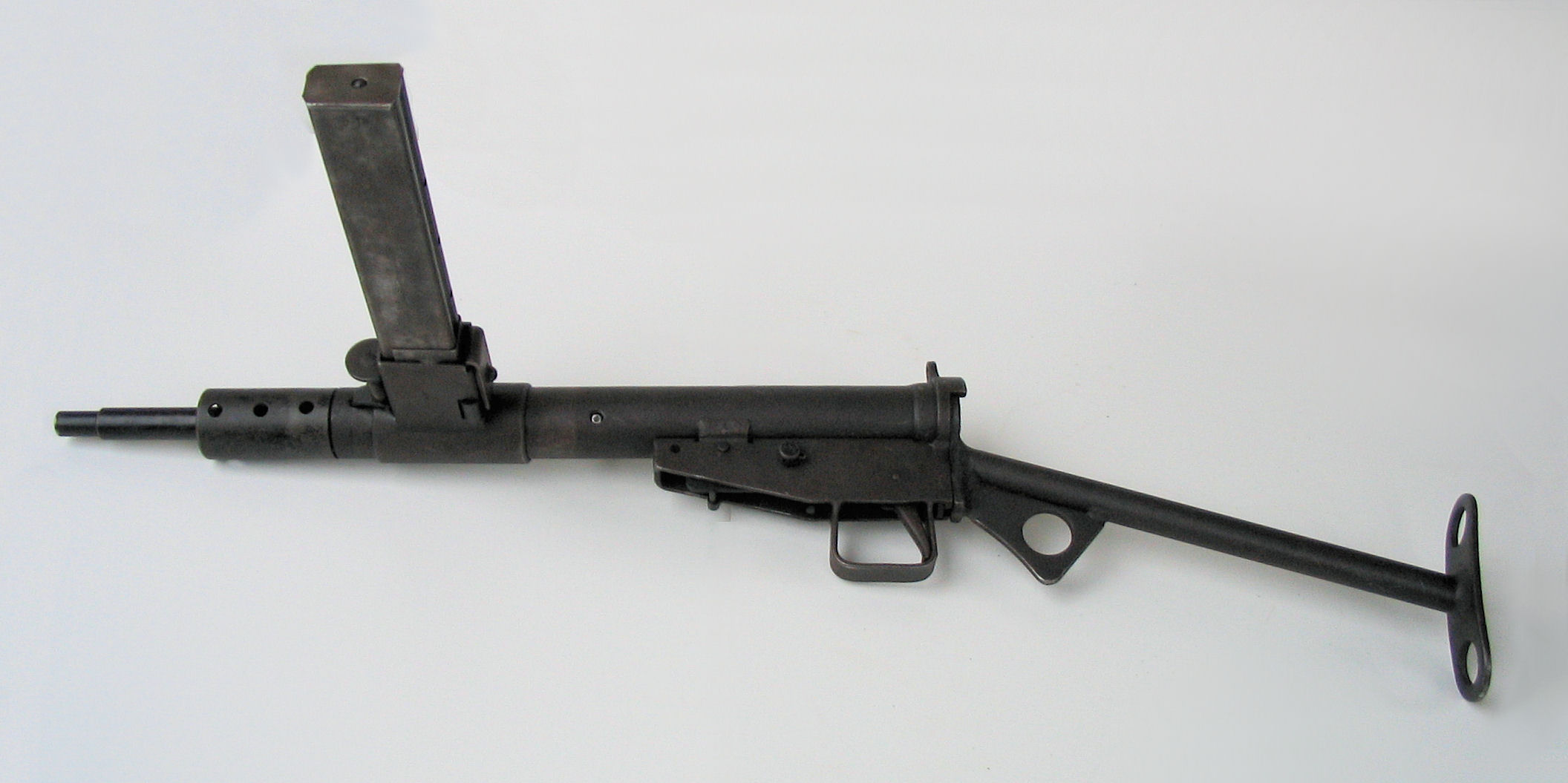
Mẫu Sten bản gốc với băng đạn dọc gắn phía bên trái

Gerät Potsdam , một phiên bản khác của Sten Mk II do Mauser sản xuất năm 1944, là bản sao chính xác của Sten gốc. Khoảng 28.000 chiếc được cho là đã được sản xuất,  nhưng các cuộc thẩm vấn sau chiến tranh của các nhân viên cấp cao của Mauser không đưa ra được bằng chứng rằng có hơn 10.000 chiếc đã được sản xuất.

## Trong Văn Hóa Đại Chúng
Nó không được nhiều người biết cho đến hiện tại so với khẩu Sten của Anh và nó có thể nhìn thấy trong  tựa game Enlisted hoặc các tựa game thế chiến hai khác (tuy nhiên rất ít game thế chiến hai có khẩu MP3008)

## Bản sao khác
Ngày nay, một bản sao bán tự động của MP3008, BD3008, được sản xuất bởi HZA Kulmbach GmbH ở Đức.

## Các Quốc Gia Sử Dụng
Tiệp Khắc Dùng sau chiến tranh thế giới thứ 2
 Đức Quốc Xã:Được sử dụng bởi Volkssturm

## Xem Thêm
Volkssturmgewehr 1-5
EMP 44